# ان‌جی‌سی ۷۰۶۱
ان‌جی‌سی ۷۰۶۱ (انگلیسی: NGC 7061) یک کهکشان بیضوی است که در فاصله حدود ۴۰۰ میلیون سال نوری از زمین در صورت فلکی هندی واقع شده است. کهکشان NGC 7061 توسط اخترشناس جان هرشل در ۳۰ سپتامبر ۱۸۳۴ کشف شد.